# München–Rosenheim-vasútvonal
A München–Rosenheim-vasútvonal egy 64,9 km hosszú, normál nyomtávolságú, kétvágányú, 15 kV, 16,7 Hz-cel villamosított vasútvonal München és Rosenheim között. A vonalon a vonatok maximális sebessége 160 km/h. A vonal Rosenheimnél csatlakozik a Rosenheim–Kufstein-vasútvonalhoz, ahonnan Innsbruckon át a Brenner-vasútvonalon Olaszországba lehet továbbutazni. A vonal része a transzeurópai vasúthálózatnak, kapcsolatot teremt Párizs és Budapest/Pozsony között.
1871-ben nyílt meg.

## Története
Már az 1860-as években nyilvánvalóvá vált, hogy az 1854 és 1857 között megnyitott Mangfalltalbahn már nem tudja felvenni az Ausztria felé vezető fővonalakon megnövekedett forgalmat. A Mangfall-völgyi vasútvonal kétvágányúvá építése nem jöhetett szóba a kanyargós és dombos útvonal miatt. Ráadásul a Grafingon keresztül vezető új vonal tíz kilométerrel rövidebb lenne, mint a Mangfall-völgyi vasútvonal, és a mozdonyok is elkerülhetnék a kerék megcsúszást, mivel a lejtők lényegesen enyhébbek arrafelé. 1868. május 16-án úgy döntöttek, hogy egy egyvágányú vonalat építenek Münchenből Grafingon keresztül Rosenheimbe. A bajor kormány négymillió guldent biztosított az építkezéshez. A vasútvonalat 1871. október 15-én adták át. 1871-ben a Mangfall-völgyi vasút helyett minden vonat a Grafingon keresztül haladó vonalat használta, ami jelentősen lerövidítette az utazási időt. A vonalon röviddel a megnyitás után létesített számos járat eredményeként a vonal az európai távolsági járatok egyik legfontosabb nemzetközi útvonalává vált.
A vonal kétvágányúvá történő átépítéséről 1891. december 29-én döntöttek. Ezzel egyidejűleg további vágányokat építenének München Ost, Zorneding, Grafing, Ostermünchen és Rosenheim állomásokon. Zornedingben és Ostermünchenben egyszerű átmenő vágányokat terveztek. München Ost, Grafing és Rosenheim pályaudvarokon a vágányok elrendezését átépítették. A kétvágányúsítás 1892 elején kezdődött. A München Ost és München Trudering állomás közötti második vágányt 1892. október 1-jén vették üzembe, München és Zorneding között október 5-én, Zorneding és Kirchseeon között 1893. május 1-jén, Kirchseeon és Aßling között 1893. október 1-jén nyitották meg. Az utolsó, Aßling és Rosenheim közötti szakaszt 1894. május 1-jén fejezték be. A kétvágányúsítás összesen 2 778 400 márkába került, amelyből 92 300 márkát földvásárlásra költöttek, így kilométerenként 50 600 márkába került.
A vonal forgalma tovább nőtt, így München és Rosenheim között naponta mintegy 50 vonat közlekedett. Az első világháború alatt a vonal forgalma erősen korlátozott volt. A szénhiány miatt sok vonatot töröltek. A lassabb katonai vonatok miatt a vonatok menetidejét meg kellett hosszabbítani. A vonalon 1917-ben csak két pár gyorsvonat közlekedett, a többit a személyzet, a gördülőállomány, a mozdonyok és a szén hiánya miatt törölték. A vonatok száma csak az 1920-as években tért vissza az első világháború előtti szintre. 1921-ben a Deutsche Reichsbahn Rosenheimben új építéseket irányító irodát hozott létre a a München-Rosenheim, Rosenheim-Kufstein és a Rosenheim-Salzburg vonalak villamosítására. A terveket azonban a Deutsche Reichsbahn rossz pénzügyi helyzete miatt elhalasztották. 1925-ben megkezdődött a villamosítás a München-Rosenheim és a Rosenheim-Salzburg vonalakon. Az építési munkálatok a pénzhiány miatt nagyon lassan haladtak. A München-Rosenheim vonalon végül 1927. április 12-től közlekedtek villamos vonatok. A vonalon 1927-ben 20 gyorsvonat, 12 sebes- (Eilzug) és személyvonat, valamint 22 tehervonat közlekedett. A München és Grafing közötti szakaszon naponta 28 helyi személyvonat is közlekedett. Rosenheimben 1928-ban elkészült egy elektromos alállomás, hogy a villamos mozdonyok növekvő áramszükségletét ellássa.
A II. világháborúban a személyszállítás ismét jelentősen csökkent. A vonalat számos katonai szállításra használták Kelet-Európa felé, Rosenheimben pedig egy fertőtlenítő- és "rehabilitációs" létesítményt építettek. A II. világháború befejezése után a pályát, mint fontos utánpótlási vonalat, gyorsan újra kellett építeni. Az első vonat 1945. május 18-án közlekedett az Amerikai Egyesült Államok hadserege számára. 1945. július 16-án Aßlingnál egy diszpécser hibájából vasúti baleset történt, amelyben egy amerikai tankokat szállító tehervonat belerohant egy lerobbant, német hadifoglyokat szállító személyvonatba, és 102-110 ember meghalt. Az 1950-es évek elején a személyforgalom erősen megnőtt, és a vonal az 1950-es évek végén a kelet-európai vendégmunkások fontos összeköttetésévé vált. 1991-ben ütemesen közlekedő járatokat vezettek be, így München és Salzburg között óránként közlekedtek az ingavonatok. A távolsági vonatok Salzburg és Kufstein felé felváltva óránként közlekednek. 1972 és 1991 között, valamint 2004 óta a München Ost és Grafing közötti szakasz a müncheni S-Bahn 4-es vonalaként üzemel, bár 1991-től 2004-ig S5-ös vonalnak nevezték. Az 1990-es évek óta a Haar vagy Zorneding, illetve Grafing állomásig tartó szakaszt csúcsidőben egy további S-Bahn járat erősíti, 2009 óta ez az S6-os vonal.
A München-Rosenheim vonalon a regionális szolgáltatások üzemeltetését az E-Netzes Rosenheim keretében pályázták meg. A megbízást a Veolia Verkehr nyerte el, amely ma a Transdev Germany része. A vállalat 2013 óta Meridian márkanév alatt óránkénti regionális járatot üzemeltet München és Salzburg között. Ez expressz járatként közlekedik München keleti részéből Rosenheimbe. Emellett Münchenből Kufsteinbe óránként közlekedik egy regionális járat, amely minden közbenső megállóhelyet kiszolgál.

## Forgalom

### Regionális forgalom
| Vonatnem | Útvonal | Ütem                       |
| -------- | --- | -------------------------- |
| M        | München – Grafing – Rosenheim – Traunstein – Freilassing – Salzburg | óránként                   |
| M        | München – Rosenheim (– Kufstein) | bizonyos vonatok           |
| RB       | München – Grafing Stadt – Ebersberg – Wasserburg (Inn) | bizonyos vonatok           |
| S4       | Geltendorf – Türkenfeld – Grafrath – Schöngeising – Buchenau – Fürstenfeldbruck – Eichenau – Puchheim – Aubing – Leienfelsstraße – Pasing – Laim – Hirschgarten – Donnersbergerbrücke – Bahnhof Hackerbrücke – Hauptbahnhof – Karlsplatz (Stachus) – Marienplatz – Isartor – Rosenheimer Platz – Ostbahnhof – Leuchtenbergring – Berg am Laim – Trudering – Gronsdorf – Haar – Vaterstetten – Baldham – Zorneding – Eglharting – Kirchseeon – Grafing – Grafing Stadt – Ebersberg    | húszpercenként             |
| S6       | Tutzing – Feldafing – Possenhofen – Starnberg – Starnberg Nord – Gauting – Stockdorf – Planegg – Gräfelfing – Lochham – Westkreuz – Pasing – Laim – Hirschgarten – Donnersbergerbrücke – Bahnhof Hackerbrücke – Hauptbahnhof – Karlsplatz (Stachus) – Marienplatz – Isartor – Rosenheimer Platz – Ostbahnhof (– Leuchtenbergring – Berg am Laim – Trudering – Gronsdorf – Haar – Vaterstetten – Baldham – Zorneding – Eglharting – Kirchseeon – Grafing – Grafing Stadt – Ebersberg) | húszpercenként csúcsidőben |

### Távolsági forgalom
| Járat | Útvonal | Útvonal | Ütem             |
| ----- | --- | --- | ---------------- |
| IC 26 | Königsee: Hamburg-Altona – Hamburg – Hannover – Göttingen – Kassel-Wilhelmshöhe – Würzburg – Augsburg – München Ost – Berchtesgaden                                                                 | Königsee: Hamburg-Altona – Hamburg – Hannover – Göttingen – Kassel-Wilhelmshöhe – Würzburg – Augsburg – München Ost – Berchtesgaden                                                                 | egy vonatpár     |
| EC 32 | Wörthersee: (Münster (Westf) –) Dortmund – Essen – Düsseldorf – Köln – Koblenz – Frankfurt – Mannheim – Heidelberg – Stuttgart – Ulm – Augsburg – München Hbf – München Ost – Salzburg – Klagenfurt | Wörthersee: (Münster (Westf) –) Dortmund – Essen – Düsseldorf – Köln – Koblenz – Frankfurt – Mannheim – Heidelberg – Stuttgart – Ulm – Augsburg – München Hbf – München Ost – Salzburg – Klagenfurt | egy vonatpár     |
| IC 60 | Karlsruhe – Stuttgart – Ulm – Augsburg – München Hbf – München Ost – Salzburg | Karlsruhe – Stuttgart – Ulm – Augsburg – München Hbf – München Ost – Salzburg | bizonyos vonatok |
| EC 62 | Frankfurt – Heidelberg – | Stuttgart – Ulm – Augsburg – München Hbf – München Ost – Salzburg (– Klagenfurt / Graz / Linz) | kétóránként      |
| EC 62 | Saarbrücken – Mannheim – | Stuttgart – Ulm – Augsburg – München Hbf – München Ost – Salzburg (– Klagenfurt / Graz / Linz) | kétóránként      |
| EC 89 | München Hbf – München Ost – Kufstein – Innsbruck – Bozen – Verona (– Velence / Bologna) | München Hbf – München Ost – Kufstein – Innsbruck – Bozen – Verona (– Velence / Bologna) | kétóránként      |